# Eonycteris spelaea
Espèce
Statut de conservation UICN

 LC  : Préoccupation mineure
Eonycteris spelaea, appelé communément petit éonyctère, est une espèce de grande chauve-souris à tête de renard de la famille des Pteropodidae.

## Description

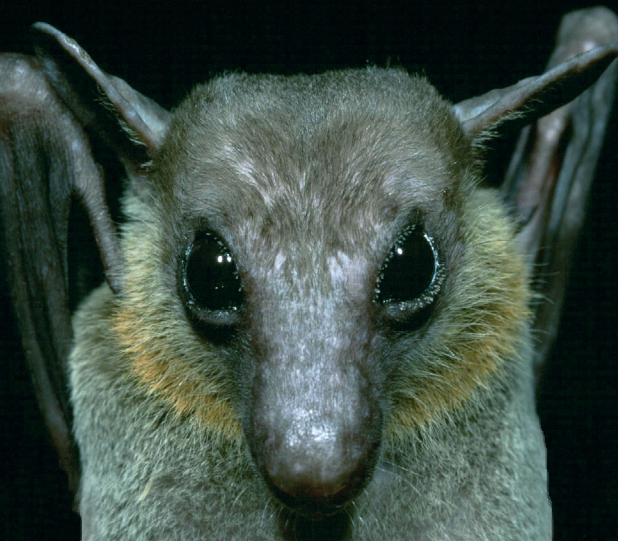
Chauve-souris à tête de renard Petit éonyctère

Le petit éonyctère a une longueur de la tête et du corps d'environ 8 à 13 centimètres et une longueur de la queue de 1,1 à 2,3 cm. Les pieds postérieurs ont une longueur de 1,7 à 2,4 cm. Les oreilles mesurent 1,7 à 2,4 cm. La longueur de l'avant-bras est de 6,1 à 7,3 cm (son envergure est donc de près de 30 cm). 
Le pelage est constitué de poils courts et épais, le dos est brun foncé à brun noir. La face ventrale est un peu plus claire et gris brunâtre. Les glandes anales sont très développées.
Le crâne a une longueur totale de 3,5 à 3,7 cm. L'espèce possède, comme les autres espèces du genre, deux incisives, une canine, trois prémolaires et deux molaires dans la moitié supérieure de la mâchoire. La troisième molaire de la mâchoire supérieure est très petite. Dans la mâchoire inférieure, il y a une molaire de plus par moitié de mâchoire. Au total, les animaux ont 34 dents.

## Distribution

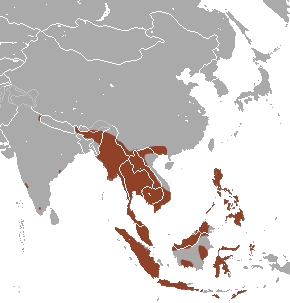
Aire de répartition d’Eonycteris spelaea

Eonycteris spelaea est présent en Asie orientale et méridionale, du nord de l'Inde à la Chine et dans de grandes parties de l'Asie du Sud-Est. En Chine, on le recense dans le sud-ouest, dans le Guangxi et le Yunnan. En Asie du Sud, on le trouve dans certaines régions de l'Inde : Andhra Pradesh, Assam, Karnataka, Manipur, Meghalaya, Mizoram, Nagaland, Sikkim, Tamil Nadu et Uttaranchal ainsi qu'au Népal et aux îles Andaman-et-Nicobar. On le trouve dans l'Asie du Sud-Est continentale : le Myanmar, la Thaïlande, le Laos, certaines régions du Vietnam, du Cambodge et de la Malaisie. En outre, l'espèce est présente dans les îles de Malaisie, d'Indonésie (Sumatra, Java, Bali, Lombok, Sumba, Sulawesi, Muna, Sanana, Halmahera, Batjan et Tidore), de Bornéo, du Timor (Timor oriental et la partie indonésienne de l'île) et la plupart des Philippines, à l'exception des régions de Batanes et de Babuyan. En Malaisie, on le recense dans les états de Sabah (grottes de Gomantong, Sukau, Segama et Madai) de Sarawak (Niah, Sungai Tinjar et Kuching) et de Kalimantan (Sungai Tengah et Kutai).

## Habitat
Le petit éonyctère dort dans des grottes, en groupes de dizaines de milliers d'animaux, certains d'entre eux dépassant 50 000 individus, et il dort parfois avec d'autres espèces de chauves-souris. 
L'espèce vole principalement dans les forêts secondaires tropicales, les zones agricoles et des zones similaires, mais se rencontre également dans les forêts primaires tropicales.

## Alimentation
Le petit éonyctère est nectarivore. 
Eonycteris spelaea boit du nectar et s'adapte régionalement principalement aux fleurs de plantes cultivées, surtout des bananiers (dont l'abaca) mais aussi des bombax (dont le bombax ceiba), des kapokiers, des durians, des barringtonia, des parkia (arbre à haricots, petai...), des artocarpus (dont le jacquier), des duabanga grandiflora, des sonneratia et des avicennia etc.
Il peut se rendre dans un lieu d’alimentation jusqu’à une distance de près de 40 km. 
Cette espèce de chauve-souris est un pollinisateur très important des arbres fruitiers, notamment Durio zibethinus et Durio graveolens.

## Reproduction
Les femelles deviennent sexuellement matures après environ six mois, les mâles beaucoup plus tard après un an ou plus. Les temps de reproduction en Inde sont asynchrones et non liés à une saison fixe. Les femelles donnent naissance à un seul petit par portée.

## Noms vernaculaires
thaï : ค้างคาว เล็บกุด

## Source de la traduction
- (de) Cet article est partiellement ou en totalité issu de l’article de Wikipédia en allemand intitulé « Kleiner Langzungenflughund » (voir la liste des auteurs).